# Faussergues
Faussergues é uma comuna francesa na região administrativa da Occitânia, no departamento de Tarn. Estende-se por uma área de 14.84 km², e possui 138 habitantes, segundo o censo de 2018, com uma densidade de 9.3 hab/km².